# Tamaulipaskråka
Tamaulipaskråka (Corvus imparatus) är en fågel i familjen kråkfåglar inom ordningen tättingar. Den förekommer huvudsakligen i östra Mexiko, men ses regelbundet i allra sydligaste Texas i USA. Med helsvart dräkt och relativt liten storlek är den utseendemässigt i stort sett identisk med likaledes mexikanska sinaloakråkan, men lätena skiljer sig markant. IUCN kategoriserar den som livskraftig.

## Utseende och läten
Tamaulipaskråkan är en liten (34–38 cm) och slank kråka med rätt liten näbb, avsevärt mindre än andra kråkor i dess utbredningsområde. Fjäderdräkten är helsvart med purpur-, blå- och grönglans. I den studsande flykten syns att stjärten är relativt lång. Lätet beskrivs som ett mycket grovt och nasalt kväkande "brraaaarp", ofta angivet i serier. Närbesläktade sinaloakråkan är i stort sett identisk, men lätet är kraftigt avvikande.

## Utbredning och systematik
Fågeln förekommer i nordöstra Mexiko, från östra Nuevo León och Tamaulipas söderut till sydöstra San Luis Potosí, nordöstra Hidalgo och norra Veracruz. Den förekommer regelbundet också i allra sydligaste Texas i närheten av staden Brownsville, men häckning har ännu inte konstaterats där.
Arten behandlas som monotypisk, det vill säga att den inte delas in i några underarter. Tidigare behandlades dock tamaulipaskråkan och sinaloakråka som en och samma art. Genetiska studier visar att dessa två är systerarter och tillsammans nära släkt med fiskkråkan.

## Levnadssätt
Tamaulipaskråkan hittas i låglänt buskig jordbruksmark, öppna skogslandskap samt kring byar och städer. Liksom många andra kråkfåglar är den en allätare. Den ses födosöka i smågrupper kring odlade fält och intill soptippar. Fågeln häckar i lösa kolonier. Äggläggning har noterats i början av april och nyligen flygga ungar i maj.

## Status och hot
Arten har ett stort utbredningsområde och en stor population, men tros minska i antal, dock inte tillräckligt kraftigt för att den ska betraktas som hotad. Internationella naturvårdsunionen IUCN listar därför arten som livskraftig (LC). Beståndet uppskattas till 200 000 vuxna individer.